# Singil-dong
Singil-dong là một dong, phường của Yeongdeungpo-gu ở Seoul, Hàn Quốc.

## Liên kết
- Trang chính thứcYeongdeungpo-gu Lưu trữ ngày 13 tháng 11 năm 2007 tại archive.today
- Bàn đồ Yeongdeungpo-gu Lưu trữ ngày 13 tháng 11 năm 2007 tại archive.today tại trang chính thức Yeongdeungpo-gu
- (tiếng Hàn) Trang văn phòng dân cư Singil 1-dong Lưu trữ ngày 10 tháng 10 năm 2008 tại Wayback Machine